# Думбадзе, Ной Иосифович
Ной Иосифович Думбадзе (21 апреля 1912 — 9 апреля 1983) — стрелок 166-го гвардейского стрелкового полка, гвардии красноармеец. Полный кавалер ордена Славы.

## Биография
Родился 8 апреля 1912 года в селе Шемокмеди Махарадзевского района в семье служащего. Грузин. Член ВКП/КПСС с 1947 года. Окончил торговый техникум, работал продавцом в магазине.
В Красной Армии с 1941 года. В боях Великой Отечественной войны с июля 1941 года.
Стрелок 166-го гвардейского стрелкового полка 55-й гвардейской стрелковой дивизии Отдельной Приморской армии гвардии красноармеец Думбадзе во время боёв на Керченском полуострове 11 января 1944 года при отражении контратаки уничтожил трёх противников. Под интенсивным огнём дважды доставлял из расположения роты в штаб батальона боевые донесения.
Приказом по 55-й гвардейской стрелковой дивизии от 18 января 1944 года красноармеец Думбадзе Ной Иосифович награждён орденом Славы 3-й степени.
24 июня 1944 года, действуя в составе тех же полка и дивизии, при прорыве обороны противника под деревней Пружинище одним из первых достиг вражеской траншеи, где гранатами подорвал дзот и семерых противников.
Приказом по 28-й армии от 11 июля 1944 года красноармеец Думбадзе Ной Иосифович награждён орденом Славы 2-й степени.
166-й гвардейский стрелковый полк вёл тяжёлые бои в пинских болотах. Противники использовали естественные условия местности, возвели сильные укрепления. Группе бойцов, в которую входил Думбадзе, было приказано скрытно форсировать реку Ясельда, захватить плацдарм на противоположном берегу и удерживать его до подхода основных сил. Местность, прилегающая к реке, была сильно заболочена. 12 июля 1944 года Думбадзе в числе первых преодолел реку у села Городыще и бросился во вражеские траншеи. В завязавшейся схватке из автомата, гранатами и в рукопашном бою уничтожил двенадцать противников. Под натиском наших бойцов враг отступил.
При ликвидации окруженной группировки противника западнее города Брест 26—28 июля уничтожил ещё около десяти солдат, гранатой подорвал вражеский пулемёт, который мешал продвижению наступающих, обнаружил и ликвидировал двух вражеских снайперов.
Указом Президиума Верховного Совета СССР от 24 марта 1945 года за мужество, отвагу и героизм, , красноармеец Думбадзе Ной Иосифович награждён орденом Славы 1-й степени.
После демобилизации в 1945 году вернулся на родину. Работал продавцом в селе Шемокмеди.
Награждён тремя орденами Славы, медалями.
Умер 9 апреля 1983 года.